# Anne-Marie Descôtes

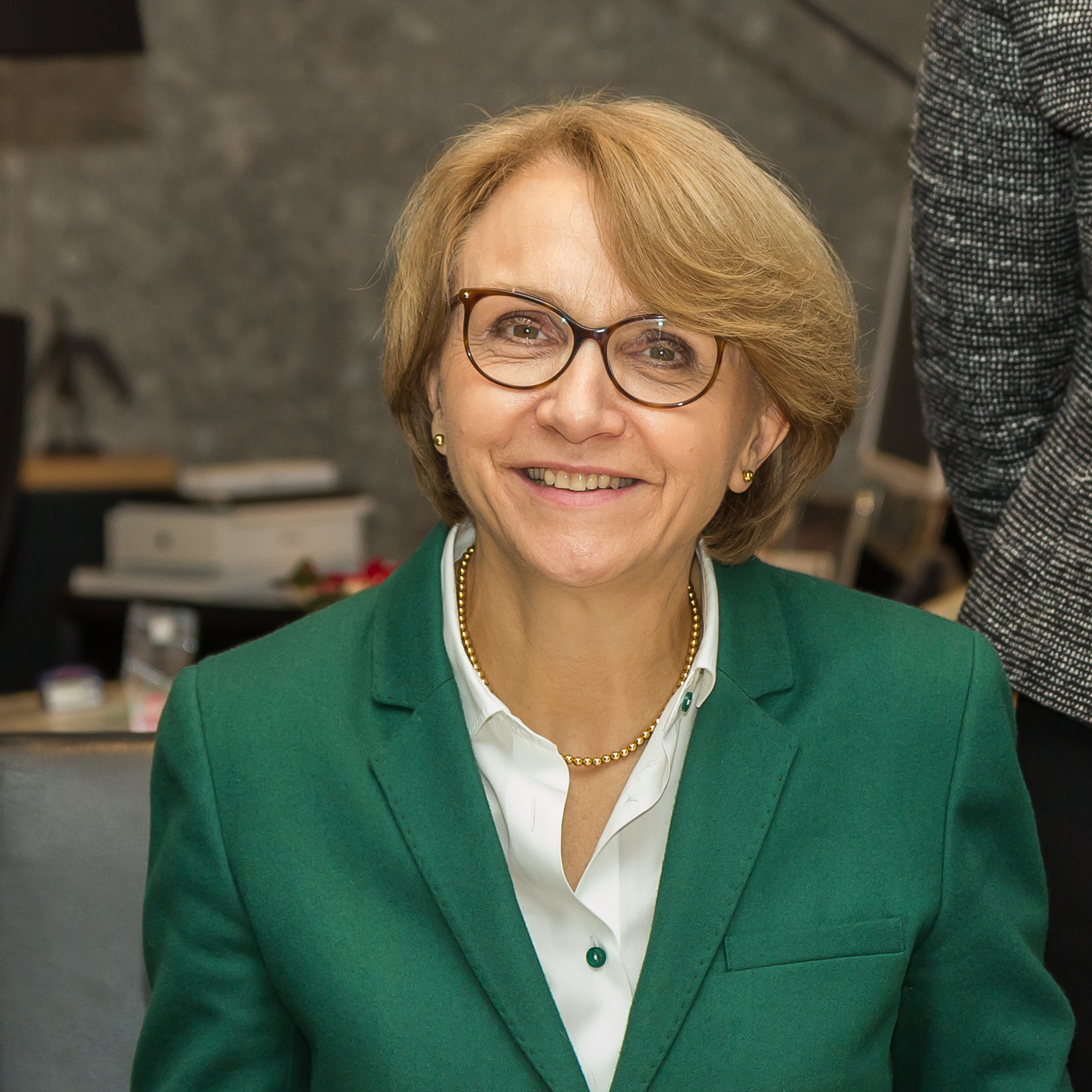
Anne-Marie Descôtes

Anne-Marie Descôtes (* 5. Dezember 1959 in Lyon) ist eine französische Diplomatin. Sie war von Juni 2017 bis August 2022 Botschafterin Frankreichs in Deutschland. Seitdem ist sie Generalsekretärin im Außenministerium; dies ist der höchste Posten nach dem Außenminister.

## Biografie
Anne-Marie Descôtes ist die jüngere Tochter eines Lehrers aus Frankreich, der früh Wert auf den Erwerb von Sprachkenntnissen legte. Mit 12 Jahren nahm sie an einem Schüleraustausch mit einer deutschen Gastfamilie teil, die in einer von Kriegsflüchtlingen angelegten Siedlung bei Frankfurt-Höchst lebte. Diese erste Auslandserfahrung machte sie einige Jahre lang.
Descôtes studierte Germanistik in Hamburg und Berlin (an der FU in Dahlem), wohnte in dieser Zeit aber in Berlin-Neukölln am Herrfurthplatz. Das Studium endete mit dem Master-Titel, Kunstgeschichte schloss sie mit dem Bachelor ab. Im Anschluss an ihr Studium war Descôtes zwei Jahre als Deutschlehrerin tätig und nutzte jede Gelegenheit, sowohl Ost- als auch Westdeutschland kennenzulernen. Sie besuchte in dieser Zeit unter anderem Erfurt, Leipzig, Torgau (wo sie an einem dreiwöchigen Sommercamp in einer Jugendherberge teilnahm) und mehrfach Ost-Berlin. Sie arbeitete auch drei Jahre als Kulturattachée in der französischen Botschaft in Bonn (1987–1990). In dieser Zeit erlebte Descôtes den Fall der Mauer und besuchte bereits eine Woche später Berlin. Im Sommer 1990 bereiste sie mit einer Freundin die DDR und besuchte die Stadt Weimar, um den „damaligen Aufbruch körperlich zu erleben“.
Später absolvierte sie die französischen Elitehochschulen ENS und ENA (Abschlussjahr 1994 Saint-Exupéry).
Descôtes ist verheiratet und hat eine Tochter (* 2002 in Brüssel).

## Politischer Werdegang
Nach ihrem Studium an der ENA wurde Descôtes ins französische Außenministerium berufen und war dort von 1994 bis 1997 zunächst vorrangig für EU-Außenbeziehungen und dann in der Abteilung für europäische Zusammenarbeit für EU-Innenangelegenheiten verantwortlich, bevor sie Fachberaterin im persönlichen Beraterstab des Ministers für europäische Angelegenheiten, Pierre Moscovici, wurde (1997–2001). Von 2001 bis 2005 war sie als Fachberaterin für die EU-Erweiterung, Mittel- und Südosteuropa in der Ständigen Vertretung Frankreichs bei der Europäischen Union in Brüssel tätig. Danach war sie Beraterin des französischen Botschafters in Washington, D.C. für Europafragen und in Angelegenheiten der ehemaligen UdSSR (2005–2008) und anschließend, von 2008 bis 2013, Direktorin der Agence pour l’enseignement français à l’étranger (Agentur für das französische Auslandsschulwesen, AEFE). Als Leiterin der Generalabteilung Globalisierung, Kultur, Bildung und internationale Entwicklung im französischen Außenministerium war sie 2013–2017 für das Netzwerk der Generaldirektion, seine Akteure und Partner verantwortlich sowie für deren Einsatz im Dienste der Wirtschafts- und Einflussdiplomatie, der Umwelt und der nachhaltigen Entwicklung.
Am 6. Juni 2017 wurde Descôtes zur Botschafterin Frankreichs in Deutschland berufen. Die Dienstwohnung befindet sich im Botschaftsgebäude am Pariser Platz in Berlin. Ihr Vorgänger war Philippe Étienne, der im Mai 2017 diplomatischer Berater des französischen Staatspräsidenten Emmanuel Macron wurde. Im August 2022 wurde sie Generalsekretärin im Außenministerium in Paris; dies ist der höchste Posten nach dem Außenminister. Ihr Nachfolger in Berlin wurde der bisherige Generalsekretär im Außenministerium, Francois Delattre.

## Auszeichnungen
Seit 2018 ist Descôtes Offizier im Ordre national du Mérite, seit 2014 Ritterin der Ehrenlegion.
Am 25. November 2020 wurde Descôtes mit dem Ehrentitel einer Ambassadrice de France (Botschafterin Frankreichs) ausgezeichnet. Sie ist neben Sylvie Bermann (2019) und Catherine Colonna (2020) eine von drei Frauen, denen diese Würde zuteilwurde.